# Unbehagen
Unbehagen è il secondo album della Nina Hagen Band, del 1979.
Dopo il successo del primo album e dopo che i rapporti tra Nina Hagen ed i musicisti del complesso si erano guastati, si poneva il problema di dover pubblicare un secondo album, concordemente a quanto pattuito con la casa discografica. In tale situazione difficile, la cantante mancò di presentarsi in sala di registrazione.
Volendo lasciare dietro di sé l'imbarazzante situazione (sia dal punto di vista contrattuale che dal punto di vista dei rapporti umani ed artistici con Nina), i componenti del gruppo eseguirono i pezzi senza la voce solista della cantante, la quale venne incisa solo in seguito.
Il titolo Unbehagen, ispirato al nome artistico di Nina, significa in tedesco disagio.

## Tracce
Tutti i testi sono di Nina Hagen; eccetto "Wenn ich ein Junge wär"

Musiche come indicato
1. African Reggae (Bernhard Potschka, Reinhold Heil) 6:17
2. Alptraum (Herwig Mitteregger) 6:10
3. Wir leben immer... Noch ("Lucky Number") (Lene Lovich, Les Chappell) 4:53
4. Wenn ich ein Junge wär (Live-Version) (Heinz Buchholz, Günter Loose) 2:14
5. Hermann hiess er (Manfred Praeker) 6:34
6. Auf'm Rummel (Bernhard Potschkan) 4:32
7. Wau Wau (Manfred Praeker, Bernhard Potschka, Herwig Mitteregger, Reinhold Heil) 2:07
8. Fall in Love mit mir (Manfred Praeker, Bernhard Potschka, Herwig Mitteregger, Reinhold Heil) 3:47
9. No Way (instrumental) (Manfred Praeker, Bernhard Potschka, Herwig Mitteregger, Reinhold Heil) 1:05

## Musicisti
- Nina Hagen - voce
- Manfred Praeker - basso
- Bernhard Potschka - chitarra
- Herwig Mitteregger - batteria, percussioni
- Reinhold Heil - tastiere